# Бюри, Блаз де
Анж Анри Блаз, барон Бюри́ (фр. Henri Blaze de Bury; 19 мая 1813, Авиньон — 15 марта 1888, Париж) — французский писатель
, поэт, драматург, литературный и музыкальный критик.

## Биография
Родился в знатной семье из Конта-Венессен. Сын композитора, музыкального писателя, историка музыки Кастиль Блаза. Окончил Лицей Кондорсе в Париже.
В 1834 году дебютировал с комедией в стихах Souper chez le commandeur. С 1836 года стал помещать под псевдонимом Ганс Вернер статьи в «Revue des deux Mondes». С 1834 по 1851 и с 1864 по 1883 год был одним из активных авторов этого журнала.
Под влиянием романтиков занялся изучением немецкой литературы. Результатами этих исследований стали труды «Les poèsies de Goethe» (1843, 2-е издание 1862), «Ericvains et poètes de l’Allemagne» (2 тома, Париж, 1846), «La nuit de Walpurgis» (1850), «Les écrivains moderne …», «Allemagne» (1868) и «Les maîtress de Goethe» (1873).
дипломат. С 1839 года некоторое время жил при Веймарском дворе, был в дружеских отношениях с веймарским канцлером Фридрихом Мюллером.
По возвращении во Францию стал музыкальным критиком «Revue des deux Mondes» под псевдонимом Ф. де Лажневэ и много сделал для ознакомления французской публики с литературой и музыкой Германии.
Бюри был популярным музыкальным писателем. Среди прочего, он написал либретто для оперы «Юность Гёте» Джакомо Мейербера (1860, в настоящее время утраченное).

## Избранные сочинения
- «La nuit de Walpurgis» (1850);
- «Les musiciens contemporains» (1856);
- «Intermèdes et poëmes» (1859);
- «Les salons de Vienne et de Berlin» (1861);
- «Meyerbeer et son temps» (1865);
- «La légende de Versailles» (1870);
- «Les maîtresses de Goethe» (1873);
- «Les femmes de la société au temps d’Auguste» (1875);
- «Musiciens de l’avenir et du passé» (1880);
- «Alexandre Dumas» (1885).
- перевод «Фауста» с предисловием (14 изд., Париж, 1880);